# Go Girl ～戀愛勝利～
「Go Girl ～戀愛勝利～」（Go Girl 〜恋のヴィクトリー〜）是日本的女子偶像組合「早安少女組。」的第20张单曲，於2003年11月6日由zetima发售。

## 概要
- 「Go Girl ～戀愛勝利～」是節目「VICTORY!〜フットガールズの青春〜」的片尾曲
- 「戀ING」曾有計劃作為主打單曲推出，後用作B面曲收錄在本單曲中。
- 此單曲有2個版本，分別是「初回生産限定盤」和「CD ONLY」。
- 在11月17日於公信榜单曲週排行榜取得第4位。
- 在第54回NHK紅白歌合戰演唱其歌曲「Go Girl ～戀愛勝利～」。

## 收錄内容

### CD
1. Go Girl ～戀愛勝利～
（作詞・作曲：淳君　編曲：鈴木Daichi秀行）
2. 戀ING（恋ING）
（作詞・作曲：淳君　編曲：鈴木Daichi秀行）
3. Go Girl ～戀愛勝利～（Instrumental）